# Anneau principal (Jupiter)

Position de l'anneau principal de Jupiter par rapport aux autres anneaux.

Pour l’article homonyme, voir Anneau principal.
L'anneau principal est un anneau de la planète Jupiter.

## Caractéristiques
L'anneau principal est, comme son nom l'indique, le plus lumineux des trois anneaux de Jupiter (bien que cette luminosité reste faible) et celui qui ressemble le plus à un anneau planétaire conventionnel. Débutant à 123 000 km du centre de la planète, il s'étend jusqu'à l'anneau gossamer à 128 940 km. Son épaisseur est de l'ordre de 30  à   100 km.
Si le bord extérieur de l'anneau principal est assez marqué (il s'interrompt abruptement pour laisser place à l'anneau gossamer), son bord intérieur se fond graduellement dans le halo. Il est en tout cas compris entre les orbites de Métis et d'Adrastée qui sont probablement l'une des sources de la matière qui le compose.
Cet anneau fut observé pour la première fois lors du survol du système jovien par la sonde Voyager 1 en mars 1980 ; il fut désigné temporairement par 1980 J2R.